# Leonardo Benedith
Leonardo René Benedith López (n. La Ceiba, Atlántida, Honduras; 15 de octubre de 1993) es un futbolista hondureño. Se desempeña como mediocampista y actualmente juega en el Juticalpa Fútbol Club de la Liga de Ascenso de Honduras.

## Selección nacional
En el mes de marzo fue convocado para participar en los Juegos Deportivos Centroamericanos 2013 en donde la Selección de fútbol de Honduras Sub-21 se adjudicó el título de campeón.

## Estadísticas
Actualizado al 13 de agosto de 2016.
Último partido citado: Real España 2 - 1 Social Sol.

### Clubes
| Equipo                                    | Div.                | Temporada           | Liga     | Liga  | Copa Nacional(1) | Copa Nacional(1) | Copa Internacional | Copa Internacional | Total    | Total |
| Equipo                                    | Div.                | Temporada           | Partidos | Goles | Partidos         | Goles            | Partidos           | Goles              | Partidos | Goles |
| Vida Honduras                             | 1.ª                 | 2012-13             | 8        | 2     | 0                | 0                | 0                  | 0                  | 8        | 2     |
| Vida Honduras                             | 1.ª                 | 2013-14             | 12       | 0     | 0                | 0                | 0                  | 0                  | 12       | 0     |
| Vida Honduras                             | 1.ª                 | 2014-15             | 2        | 0     | 0                | 0                | 0                  | 0                  | 2        | 0     |
| Vida Honduras                             | Total               | Total               | 22       | 0     | 0                | 0                | 0                  | 0                  | 22       | 0     |
| Marathón Honduras                         | 1.ª                 | 2014-15             | 3        | 0     | 0                | 0                | 0                  | 0                  | 3        | 0     |
| Marathón Honduras                         | 1.ª                 | 2015-16             | 1        | 0     | 0                | 0                | 0                  | 0                  | 1        | 0     |
| Marathón Honduras                         | Total               | Total               | 4        | 0     | 0                | 0                | 0                  | 0                  | 4        | 0     |
| Social Sol Honduras                       | 1.ª                 | 2016-17             | 34       | 1     | 0                | 0                | 0                  | 0                  | 34       | 1     |
| Social Sol Honduras                       | Total               | Total               | 34       | 1     | 0                | 0                | 0                  | 0                  | 34       | 1     |
| Vida Honduras                             | 1.ª                 | 2017-18             | 23       | 0     | 0                | 0                | 0                  | 0                  | 23       | 0     |
| Vida Honduras                             | Total               | Total               | 23       | 0     | 0                | 0                | 0                  | 0                  | 23       | 0     |
| Lobos UPNFM Honduras                      | 1.ª                 | 2018-19             | 5        | 0     | 0                | 0                | 0                  | 0                  | 5        | 0     |
| Lobos UPNFM Honduras                      | Total               | Total               | 5        | 0     | 0                | 0                | 0                  | 0                  | 5        | 0     |
| Total en su carrera                       | Total en su carrera | Total en su carrera | 88       | 3     | 0                | 0                | 0                  | 0                  | 88       | 3     |
| (1) Incluye datos de la Copa de Honduras. |                     |                     |          |       |                  |                  |                    |                    |          |       |

## Palmarés

### Campeonatos nacionales
| Título              | Club       | País     | Año  |
| ------------------- | ---------- | -------- | ---- |
| Apertura de Ascenso | Social Sol | Honduras | 2015 |
| Final de Ascenso    | Social Sol | Honduras | 2016 |

### Campeonatos internacionales
| Título                                            | Club                                   | País       | Año  |
| ------------------------------------------------- | -------------------------------------- | ---------- | ---- |
| Medalla de Oro Juegos Deportivos Centroamericanos | Selección de fútbol de Honduras sub-21 | Costa Rica | 2013 |